# USNS Lewis and Clark (T-AKE-1)
L'USNS Lewis and Clark (T-AKE-1) est un vraquier, navire de tête de la classe Lewis and Clark lancé en 2012 pour l'United States Navy. Il s'agissait du deuxième navire de la marine américaine à porter le nom des explorateurs de l'Expédition Lewis et Clark (1804-1806), Meriwether Lewis et William Clark. Le contrat de construction du Cesar Chavez a été attribué à la National Steel and Shipbuilding Company de San Diego le 18 octobre 2001. Le navire a été lancé le 21 mai 2005, coparrainée par Jane. Lewis Sale Henley et Lisa Clark, descendants des homonymes du navire.

## Fonction
L'USNS Lewis et Clark permet à l'United States Marine Corps (USMC) de maintenir une présence avancée. Sa mission principale est la livraison de fournitures pour permettre l'arrivée et le ravitaillement d'une Marine expeditionary brigade (MEB). Le T-AKE transfère le fret - munitions, nourriture, carburant, pièces de rechange, articles de magasin de navire et fournitures consommables aux forces maritimes et interarmées à terre. Le navire est exploité par le Military Sealift Command avec des équipages de marins civils et militaires.

## Déploiement
En février 2009, le navire est déployé au large des côtes de la Somalie dans le contexte de piraterie autour de la Corne de l'Afrique. Le navire est aménagé pour servir de navire d'internement aux pirates capturés jusqu'à leur extradition vers le Kenya en vue de leur jugement. Seize pirates sont envoyés sur le Lewis et Clark après avoir été capturés lors de deux actions différentes par l'Modèle:USS Vella Gulf. Le 6 mai 2009, le navire est approché par des pirates présumés au large de la côte orientale de la Somalie. 
Le 20 novembre 2010, le navire répond à un appel de détresse du cargo MV Tai An Kou (sous pavillon chinois), attaqué par des pirates somaliens sur un boutre et deux skiffs. L'équipage s'est cloîtré dans une pièce du navire en attendant l'arrivée du Lewis et Clark. En apercevant le navire américain, les pirates ouvrent le feu. Le bref engagement chasse les attaquants sans qu'aucune victime ne soit déplorée de part et d'autre. Le destroyer USS Winston S. Churchill est également déployé sur les lieux 10 heures plus tard et lance un hélicoptère pour fournir une assistance supplémentaire jusqu'à l'arrivée de la frégate de la marine chinoise Xuzhou.